# Kapellplatzviertel
Das Kapellplatzviertel bezeichnet einen Statistischen Bezirk im Stadtviertel im Stadtteil Darmstadt-Mitte. 

## Sehenswürdigkeiten
- Alice-Eleonoren-Schule
- Altes Finanzamt
- Altstadtmuseum Hinkelsturm
- Datterich-Brunnen
- Hinkelstein
- Jugendstilbad
- Justus-Liebig-Haus
- Kapellplatz
- Ludwig-Georgs-Gymnasium
- Niebergall-Brunnen
- Pädagog
- Stadtbibliothek Darmstadt